# Tomasz Lipiec

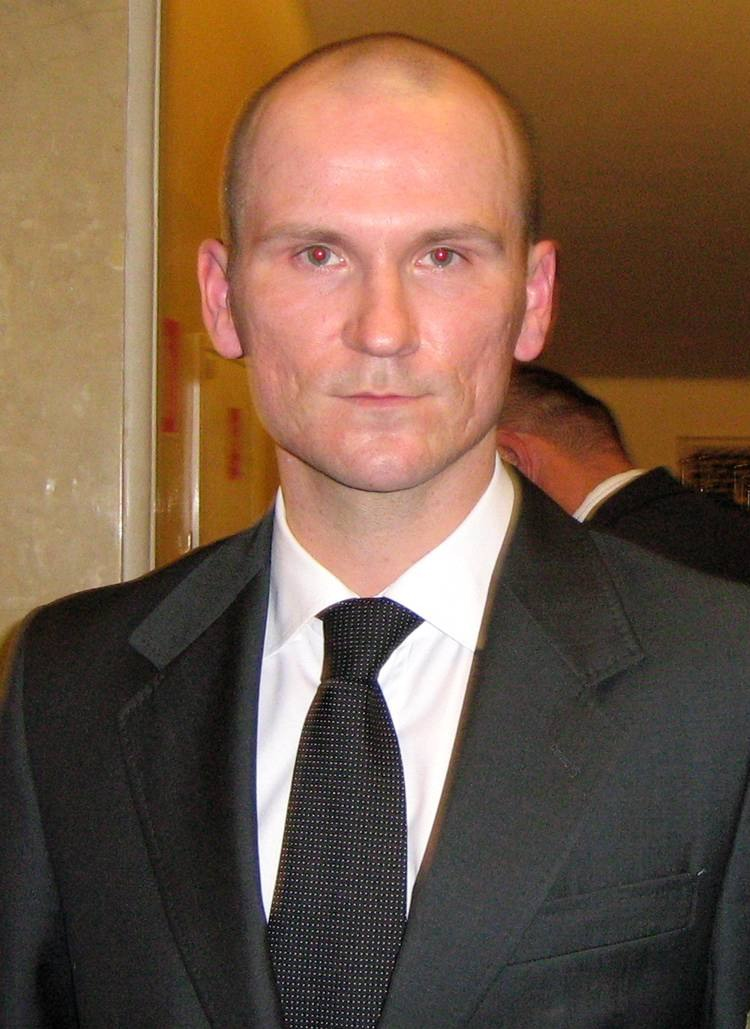
Tomasz Lipiec (2007)

Tomasz Wojciech Lipiec (* 10. Mai 1971 in Warschau) ist ein polnischer Sportgeher, Journalist und Politiker. Vom 31. August 2005 bis zum 9. Juli 2007 war er Minister für Sport im Kabinett von Kazimierz Marcinkiewicz und Jarosław Kaczyński. 2012 wurde er zu drei Jahren Haft wegen Korruption verurteilt. 

## Leben
Lipiec war er als Geher beim World Race Walking Cup 1993, 1997 und 1999, bei den Weltmeisterschaften in Leichtathletik 1997. 1992, 1996 und 1999 war er polnischer Meister im Gehen. Weiterhin nahm Tomasz Lipiec als Geher an den Olympischen Sommerspielen 2000 teil.  
1993 wurde Lipiec wegen Dopings für vier Jahre gesperrt. Später wurde die Entscheidung aufgehoben, da der Dopingtest nicht korrekt ausgeführt gewesen sei. Daher war er von 1994 bis 1995 wegen Dopings nicht aktiv.
Er studierte Verwaltung und Marketing an der Handelshochschule Warschau (Szkoła Główna Handlowa, SGH) und arbeitete anschließend in einer Marketingagentur für Sport. Weiterhin schrieb er für eine Beilage der Gazeta Wyborcza, arbeitete im Radio Dla Ciebie und in der Behörde für Fitness und Sport. 2001 bis 2003 war er im Polnischen Sportbund tätig. Ab 2003 war er Direktor des Warschauer Zentrums für Sport und Erholung. Im Februar 2005 wurde er Mitglied des Vorstandes des polnischen Olympischen Komitees. 
Am 31. August 2005 wurde Lipiec Sportminister. Am 9. Juli 2007 reichte Lipiec seinen Rücktritt ein. Vorangegangen waren Korruptionsvorwürfe. Am 25. Oktober 2007 wurde er auf Veranlassung des Zentralen Antikorruptionsbüro (Centralne Biuro Antykorupcyjne) festgenommen. Nach Zahlung einer Kaution in Höhe von 80.000 Złoty konnte Lipiec am 18. Juli 2008 das Gefängnis verlassen.
Im April 2009 begann der Prozess gegen ihn. Zwei Jahre später, am 17. April 2012, wurde er zu 3,5 Jahren Haft und einem Verbot der Ausübung öffentlicher Ämter für zehn Jahre verurteilt. Die Strafe wurde im Jahr 2013 auf zwei Jahre und drei Monate reduziert. Im August 2014 kam er schließlich wieder frei.
Tomasz Lipiec ist verheiratet und hat zwei Kinder.